# Пабай, Марк
Марк Пабай (англ. Mark Pabai; род. 30 сентября, 2000, Монровия, Либерия) — либерийский футболист, защитник словенского клуба «Копер» и сборной Либерии.

## Клубная карьера
Начал заниматься в клубе «Вейк-бей-Дюрстеде», позже попал в академию «Утрехта». В июле 2019 года стал игроком клуба «Йонг Утрехт», в матчах основной команды на поле так и не вышел. За команду юниоров выступал в различных молодёжных первенствах Нидерландов.
3 августа 2021 года перешёл в ПЕК Зволле, подписав двухлетний контракт. Дебютировал в Эредивизи 22 сентября 2021 года в матче с роттердамской «Спартой», провёл на поле 88 минут.
В январе 2022 года стал игроком итальянского клуба СПАЛ. Был заявлен за основную и молодежную команды клуба. Дебютировал в Серии Б 9 апреля 2022 года в матче с «Лечче».

## Карьера в сборной
Осенью 2021 года был вызван в национальную сборную Либерии. Дебютировал на международном уровне 13 ноября 2021 года в отборочном матче к ЧМ 2022 против сборной Нигерии.